# Xenandra poliotactis
Xenandra poliotactis is een vlindersoort uit de familie van de prachtvlinders (Riodinidae), onderfamilie Riodininae.
Xenandra poliotactis werd in 1910 beschreven door Stichel.